# Сова гімалайська
Сова́ гімалайська (Strix nivicolum) — вид птахів родини совових (Strigidae). Поширений у Східній Азії.

## Поширення
Ареал поширення гімалайської сови простягається від індійського штату Хімачал-Прадеш, Непалу і південно-східного Тибету на схід до східного узбережжя Китаю, Тайваню і Кореї, а в південному напрямку вид трапляється в південному Ассамі, північно-західній М'янмі та північному В'єтнамі. Є також спостереження з північно-східного Пакистану. Населяє хвойні ліси та обсаджені деревами скелясті ущелини на висоті від 1000 до 2650 метрів над рівнем моря.

## Підвиди
- S. nivicolum nivicolum (Blyth, 1845) — поширений від Непалу до Південно-Східного Китаю, М'янми та Індокитаю;[3]
- S. nivicolum ma (Clark, 1907) — північний схід Китаю, Корея.[4][5]
- S. nivicolum yamadae (Yamashina, 1936) — знаходиться в гірських масивах Алішань, Сюешань на Тайвані.[6][7]

## Опис
З розміром тіла від 33 до 40 см і вагою від 375 до 392 г. Верхня сторона тіла темно-бура з білими плямами. Темні поздовжні смуги відсутні. Нижня сторона тіла від білуватого до блідо-червонувато-коричневого кольору з дуже широкими чорними поздовжніми смугами та дифузними поперечними смугами.

## Спосіб життя
Гімалайська сова — це сутінковий вид сов, який веде нічний спосіб життя. Трапляється на деревах. Раціон включає великих комах, таких як жуки, дрібні ссавці та дрібні птахи. Сезон розмноження починається із залицяння в розпал зими і триває до квітня. Гніздиться в дуплах дерев або у тріщинах скель.